# Agrostophyllum lamellatum
Agrostophyllum lamellatum är en orkidéart som beskrevs av Johannes Jacobus Smith. Agrostophyllum lamellatum ingår i släktet Agrostophyllum och familjen orkidéer. Inga underarter finns listade i Catalogue of Life.